# 다테이와촌 (후쿠시마현)
다테이와촌(舘岩村)은 후쿠시마현 미나미아이즈군에 있던 촌이다. 2006년 3월 20일 미나미아이즈군 다지마정, 다테이와촌, 이나촌, 난고촌 등 4개 정·촌이 합병하여 미나미아이즈정이 신설되고 폐지되었다.

## 역사
- 1889년 4월 1일 - 정촌제 시행으로 다테이와촌이 성립하였다.
- 1975년 4월 1일 - 국도352호가 제정되었다.
- 2006년 3월 20일 - 다지마정, 다테이와촌, 이나촌, 난고촌 등 4개 정·촌이 합병하여 미나미아이즈정이 성립하였다. 다테이와촌은 소멸하였다.

## 교통

### 도로
- 국도 352호선